# والنتینا نیکونووا
والنتینا نیکونووا (روسی: Валентина Геннадьевна Никонова؛ زادهٔ ۵ مارس ۱۹۵۲) شمشیرباز اهل اتحاد جماهیر شوروی سوسیالیستی بود.
وی در مسابقات کشوری و بین‌المللی در مجموع برندهٔ ۱ مدال طلا شده‌است.